# Empires and Dance
Empires and Dance är det tredje albumet av Simple Minds och släpptes 1980.
Albumet nådde som bäst 41:a plats i England. I Travel släpptes som singel 1980 och återutgavs 1982 men lyckades inte ta sig in på någon försäljningslista.
Simple Minds turnerade som förband åt Peter Gabriel och 30 augusti 1980 var det konsert i Stockholm i Eriksdalshallen, dagen efter i Scandinavium i Göteborg.

## Låtlista
1. I Travel
2. Today I Died Again
3. Celebrate
4. This Fear Of Gods
5. Capital City
6. Constantinople Line
7. Twist/Run/Repulsion
8. Thirty Frames A Second
9. Kant-Kino
10. Room